# 刘珂 (辽朝)
刘珂，涿州人，辽朝官员，劉晞的次子。
刘珂娶耶律倍的女儿、辽世宗的妹妹燕国公主，年少善射，性情谨慎，辽太宗南征后晋，在定州作战，马陷泥泞，刘珂下马把太宗救出。刘珂身中数十创，满身是血，太宗任命他为林牙、行宫都部署、西北路兵马招讨使。跟随攻入汴京，任同知京事，授汉人枢密使，封为吴王。